# Lucy Briers
Lucy Briers (Hammersmith, Londen, 19 augustus 1967) is een Engels actrice. Ze is de dochter van acteur Richard Briers en actrice Ann Davies.

## Carrière
Briers is vooral bekend door haar vertolking van Mary Bennet, de middelste dochter van het gezin Bennet in de BBC-televisieserie Pride and Prejudice uit 1995. Briers was onder meer ook te zien in een aflevering van Game On (met collega-acteur uit Pride and Prejudice Crispin Bonham-Carter), in een theaterbewerking van As You Like It (met Victoria Hamilton, Mrs. Forster uit Pride and Prejudice) en in het toneelstuk Don Juan samen met acteur Tom Hollander (die de rol van Mr. Collins speelde in de filmversie van Pride and Prejudice uit 2005).

## Filmografie
- A Masculine Ending (televisiefilm, 1992) – studente
- Red Dwarf (televisieserie) – Harrison (afl. "Holoship", 1992)
- Screaming (televisieserie) – Jennifer (afl. onbekend, 1992)
- The Blackheath Poisonings (miniserie) – dienstmeid (2 afl., 1992)
- Unnatural Causes (televisiefilm, 1993) – Liz Marley
- The Brittas Empire (televisieserie) – Wendy (afl. "Two Little Boys", 1993)
- The 10 Percenters (televisieserie) – Sarah (afl. "Feud", 1994)
- Pride and Prejudice (miniserie, 1995) – Mary Bennet
- Imogen's Face (televisieserie) – Janet (3 afl., 1998)
- The Bill (televisieserie) – verschillende rollen (2 afl., 1998/2001)
- Wives and Daughters (miniserie) – Lady Alice (afl. 1.1, 1999)
- Beast (televisieserie) – Briony's vriendin (afl. "Frightening Shorts", 2000)
- Prince William (televisiefilm, 2002) – Tiggy Legge-Bourke
- Helen West (televisieserie) – Clerk 1 (afl. "Shadow Play", 2002)
- Perks (korte film, 2003) – Sarah Tidewell
- Agatha Christie's Poirot (televisieserie) – Beryl Collins (afl. "The Hollow", 2004)
- Bodies (televisieserie) – Nicola Quinn (afl. 1.6, 2004)
- Broken News (miniserie) – Sam Henman - Bullet Points Presenter (2 afl., 2005)
- Long Hot Summer (2006) – Rachel
- Great News (televisieserie) – Marion (afl. onbekend, 2006)
- Bonkers (televisieserie) – Polly Cope (afl. 1.3, 2007)
- Silent Witness (televisieserie) – Patricia Darlow (2 afl., 2007)
- Doctors (televisieserie) – verschillende rollen (2 afl., 2007/2010)
- Einstein and Eddington (televisiefilm, 2008) – bibliothecaresse
- The Night Watch (televisiefilm, 2011) – Binkie
- Parade's End (miniserie) – Mrs. Ferguson (2 afl., 2012)
- Alan Partridge: Alpha Papa (2013) – Tonia Scott
- Our Girl (televisiefilm, 2013) – Major O'Brien
- Genius (2016) – Miss Wyckoff
- We Live in Time (2024) – Dr. Kerri Weaver